# Tour de Slovanka
La tour de Slovanka est une tour en acier d'une hauteur de 14 mètres sur la montagne de Slovanka (altitude 820 mètres) en République tchèque. Elle a été construite en 1887 et rénovée en 2000.